# Henrik IV. Kastiljski
Henrik IV. (5. siječnja 1425. – 11. prosinca 1474.), prozvan Henrik Impotentni, bio je kralj Kastilje. Tijekom njegove vladavine ojačalo je plemstvo, a vlast postala manje centralizirana. 
Bio je sin Ivana II. i Marije Aragonske. S petnaest godina oženio je Blanku Navarsku, ali brak s njom nije nikada konzumiran. Nakon trinaest godina neuspješnog braka Henrik je zatražio razvod, kojeg je i dobio kada je dokazano da je Blanka djevica. Papa je kao službeni razlog za razvod dao "neku vrstu vještičarenja", koja je spriječila Henrika da konzumira svoj brak.
Godine 1455. Henrik je oženio Ivanu Portuglasku, koja nakon šest godina braka rađa kćer infantu Ivanu. Nakon sljedećih šest godina, dio Kastiljskih plemića se pobunio protiv kralja. Pobunjenici su tvrdili da prijestolonasljednica nije kćerka Henrika IV., a hipoteza je osnažena kada je kraljica rodila sinove biskupovom nećaku. Nakon ovog skandala Henrik se razveo od Ivane. Ona se poslije i zaredila.
Sumnja u prijestolonasljedničinu zakonitost, kraljeva vladarska slabost i kraljičina nevjera bili su glavni razlozi za borbu oko nasljedstva nakon Henrikove smrti. Nakon dugotrajnih pregovora s plemstvom, Henrik je pristao proglasiti infantu Izabelu, svoju polusestru, svojom prijestolonasljednicom. Jedini uvjet koji joj je postavio bio je da joj on izabere muža, želeći planirati budućnost Kastilje kroz politički povoljan brak. Izabela je, međutim, odbijala sve prosce koje joj je on predlagao, pa nije uspio ni u toj namjeri.
Henrik je umro 11. prosinca 1474. godine. Sahranjen je Guadalupeu, pored svoje majke.